# Jack Ryan (Franchise)
Das Jack Ryan-Franchise besteht aus mehreren US-amerikanischen Agenten-Actionthrillern und einer Fernsehserie basierend auf der fiktiven gleichnamigen Figur aus Romanen von Tom Clancy. Die Hauptfigur wurde bis jetzt von fünf verschiedenen Darstellern gespielt. Die Filme wurden alle von Paramount Pictures produziert und vertrieben.
Die Kontinuität der Filme folgt nicht der etablierten Timeline der Romane. In der Buchreihe spielt Die Stunde der Patrioten vor Jagd auf Roter Oktober, die Reihenfolge der Verfilmungen war umgekehrt. Darüber hinaus weicht Der Anschlag erheblich von dem literarischen Ausgangsmaterial ab, da die Ereignisse der Handlung von 1991 auf 2002 verschoben wurden. Jack Ryan: Shadow Recruit (2014) war ein Reboot ohne konkrete Romanvorlage und sollte der erste Film einer neuen Reihe sein. Aufgrund der gemischten Resonanz wurde nie eine Fortsetzung gedreht. Trotzdem wird das Franchise mit der Fernsehserie Tom Clancy’s Jack Ryan auf Prime Video fortgesetzt.

## Filme
| Nr.                | Veröffentlichung (Deutschland) | Titel                     | Regie               | Drehbuch                                        |
| ------------------ | ------------------------------ | ------------------------- | ------------------- | ----------------------------------------------- |
| 01                 | 9. Aug. 1990                   | Jagd auf Roter Oktober    | John McTiernan      | Larry Ferguson, Donald E. Stewart, David Shaber |
| 02                 | 22. Okt. 1992                  | Die Stunde der Patrioten  | Phillip Noyce       | W. Peter Iliff, Donald E. Stewart               |
| 03                 | 29. Sep. 1994                  | Das Kartell               | Phillip Noyce       | Donald E. Stewart, Steven Zaillian, John Milius |
| 04                 | 8. Aug. 2002                   | Der Anschlag              | Phil Alden Robinson | Paul Attanasio, Daniel Pyne                     |
| 05                 | 27. Feb. 2014                  | Jack Ryan: Shadow Recruit | Kenneth Branagh     | Adam Cozad, David Koepp                         |
| 06                 | TBA                            | TBA                       | Andrew Bernstein    | Noah Oppenheim, John Krasinski                  |
| John-Clark-Ableger |                                |                           |                     |                                                 |
| 07                 | 10. Juni 2021                  | Tom Clancy’s Gnadenlos    | Stefano Sollima     | Taylor Sheridan, Will Staples                   |
| 08                 | TBA                            | Rainbow Six               | Chad Stahelski      | –                                               |

## Fernsehserie
| Serie                  | Staffel | Episoden | Premiere          | Finale            |
| ---------------------- | ------- | -------- | ----------------- | ----------------- |
| Tom Clancy’s Jack Ryan | 1       | 8        | 31. August 2018   | 31. August 2018   |
| Tom Clancy’s Jack Ryan | 2       | 8        | 1. November 2019  | 1. November 2019  |
| Tom Clancy’s Jack Ryan | 3       | 8        | 21. Dezember 2022 | 21. Dezember 2022 |
| Tom Clancy’s Jack Ryan | 4       | 6        | 30. Juni 2023     | 14. Juli 2023     |

## Besetzung und Synchronisation
| Rolle                   | Film                   | Film                     | Film               | Film             | Film                      | Film                   | Film              | Serie                  | Synchronisation                                                                                |
| Rolle                   | Jagd auf Roter Oktober | Die Stunde der Patrioten | Das Kartell        | Der Anschlag     | Jack Ryan: Shadow Recruit | Tom Clancy’s Gnadenlos | Rainbow Six       | Tom Clancy’s Jack Ryan | Synchronisation                                                                                |
| ----------------------- | ---------------------- | ------------------------ | ------------------ | ---------------- | ------------------------- | ---------------------- | ----------------- | ---------------------- | ---------------------------------------------------------------------------------------------- |
| Jack Ryan               | Alec Baldwin           | Harrison Ford            | Harrison Ford      | Ben Affleck      | Chris Pine                |                        |                   | John Krasinski         | Hans-Jürgen Dittberner Wolfgang Pampel 1, 2 Peter Flechtner 3 Nico Sablik 4 René Dawn-Claude 5 |
| Catherine „Cathy“ Ryan  | Gates McFadden         | Anne Archer              | Anne Archer        | Bridget Moynahan | Keira Knightley           |                        |                   | Abbie Cornish          | Traudel Haas Karin Buchholz 1 Anke Reitzenstein 3 Giuliana Jakobeit 4 Lara Trautmann 5         |
| James Greer             | James Earl Jones       | James Earl Jones         | James Earl Jones   |                  |                           |                        |                   | Wendell Pierce         | Edgar Ott Helmut Krauss 1, 2 Matti Klemm 5                                                     |
| Sally Ryan              | Louise Borras          | Thora Birch              | Thora Birch        |                  |                           |                        |                   |                        | Susanne Kaps                                                                                   |
| Marko Ramius            | Sean Connery           |                          |                    |                  |                           |                        |                   |                        | Gert Günther Hoffmann                                                                          |
| Bart Mancuso            | Scott Glenn            |                          |                    |                  |                           |                        |                   |                        | Jürgen Thormann                                                                                |
| Vasily Borodin          | Sam Neill              |                          |                    |                  |                           |                        |                   |                        | Lutz Riedel                                                                                    |
| Andrei Lysenko          | Joss Ackland           |                          |                    |                  |                           |                        |                   |                        | Joachim Cadenbach                                                                              |
| Kevin O’Donnell         |                        | Patrick Bergin           |                    |                  |                           |                        |                   |                        | Wolfgang Condrus                                                                               |
| Sean Miller             |                        | Sean Bean                |                    |                  |                           |                        |                   |                        | Martin Keßler                                                                                  |
| William Holmes          |                        | James Fox                |                    |                  |                           |                        |                   |                        | Lothar Blumhagen                                                                               |
| Robby Jackson           |                        | Samuel L. Jackson        |                    |                  |                           |                        |                   |                        | Leon Boden                                                                                     |
| John Clark / John Kelly |                        |                          | Willem Dafoe       | Liev Schreiber   |                           | Michael B. Jordan      | Michael B. Jordan |                        | Manfred Lehmann Marco Kröger 3 Nico Sablik 6                                                   |
| Domingo „Ding“ Chávez   |                        |                          | Raymond Cruz       |                  |                           |                        |                   | Michael Peña           | Martin Keßler                                                                                  |
| Robert „Bob“ Ritter     |                        |                          | Henry Czerny       |                  |                           | Jamie Bell             |                   |                        | Hubertus Bengsch Nicolás Artajo 6                                                              |
| Félix Cortez            |                        |                          | Joaquim de Almeida |                  |                           |                        |                   |                        | Kurt Goldstein                                                                                 |
| Ernesto Escobedo        |                        |                          | Miguel Sandoval    |                  |                           |                        |                   |                        | Horst Naumann                                                                                  |
| Bennet                  |                        |                          | Donald Moffat      |                  |                           |                        |                   |                        | Lothar Blumhagen                                                                               |
| William Cabot           |                        |                          |                    | Morgan Freeman   |                           |                        |                   |                        | Klaus Sonnenschein                                                                             |
| J. Robert Fowler        |                        |                          |                    | James Cromwell   |                           |                        |                   |                        | Jochen Schröder                                                                                |
| Anatoly Grushkov        |                        |                          |                    | Michael Byrne    |                           |                        |                   |                        | Hasso Zorn                                                                                     |
| Olson                   |                        |                          |                    | Colm Feore       |                           |                        |                   |                        | Frank Glaubrecht                                                                               |
| Viktor Cherevin / Rykov |                        |                          |                    |                  | Kenneth Branagh           |                        |                   |                        | Martin Umbach                                                                                  |
| Thomas Harper           |                        |                          |                    |                  | Kevin Costner             |                        |                   |                        | Frank Glaubrecht                                                                               |
| Dixon Lewis             |                        |                          |                    |                  | David Paymer              |                        |                   |                        | Frank-Otto Schenk                                                                              |
| Rob Behringer           |                        |                          |                    |                  | Colm Feore                |                        |                   |                        | Udo Schenk                                                                                     |
| Karen Greer             |                        |                          |                    |                  |                           | Jodie Turner-Smith     |                   |                        | Rubina Nath                                                                                    |
| Secretary Clay          |                        |                          |                    |                  |                           | Guy Pearce             |                   |                        | Philipp Moog                                                                                   |
| Pam Kelly               |                        |                          |                    |                  |                           | Lauren London          |                   |                        | Tanya Kahana                                                                                   |
| Hatchet                 |                        |                          |                    |                  |                           | Jacob Scipio           |                   |                        | Tobias Diakow                                                                                  |
| Dallas                  |                        |                          |                    |                  |                           | Todd Lasance           |                   |                        | Fabian Oscar Wien                                                                              |
| Thunder                 |                        |                          |                    |                  |                           | Jack Kesy              |                   |                        | Dirk Bublies                                                                                   |
| Matice Garth            |                        |                          |                    |                  |                           |                        |                   | John Hoogenakker       | Sven Gerhardt                                                                                  |
| Joe Muller              |                        |                          |                    |                  |                           |                        |                   | Victor Szelak          | Bernd Vollbrecht                                                                               |
| Mousa bin Suleiman      |                        |                          |                    |                  |                           |                        |                   | Ali Suliman            | Tayfun Bademsoy                                                                                |
| Hanin Ali               |                        |                          |                    |                  |                           |                        |                   | Dina Shihabi           | Amor Schumacher                                                                                |
| Mike November           |                        |                          |                    |                  |                           |                        |                   | Michael Kelly          | Peter Flechtner                                                                                |
| Harriet „Harry“ Baumann |                        |                          |                    |                  |                           |                        |                   | Noomi Rapace           | Vera Teltz                                                                                     |
| Marcus Bishop           |                        |                          |                    |                  |                           |                        |                   | Jovan Adepo            | Roman Wolko                                                                                    |
| Nicolás Reyes           |                        |                          |                    |                  |                           |                        |                   | Jordi Mollà            | Sebastian Christoph Jacob                                                                      |
| Miguel Ubarri           |                        |                          |                    |                  |                           |                        |                   | Francisco Denis        | Nicolas Buitrago                                                                               |
| Gloria Bonalde          |                        |                          |                    |                  |                           |                        |                   | Cristina Umaña         | Carolina Vera                                                                                  |

## Rezeption

### Einspielergebnisse
Das Gesamteinspielergebnis von 923 Millionen US-Dollar macht die Reihe zur sechst-erfolgreichsten im Agentengenre. Alle Angaben zu Einnahmen und Kosten sind in US-Dollar (Stand: 16. März 2023).
| Film                      | Einspielergebnisse | Einspielergebnisse | Einspielergebnisse | Budget        |
| Film                      | Nordamerika        | Deutschland        | Weltweit           | Budget        |
| ------------------------- | ------------------ | ------------------ | ------------------ | ------------- |
| Jagd auf Roter Oktober    | 122.012.643        | N/A                | 200.512.643        | 30 Millionen  |
| Die Stunde der Patrioten  | 83.351.587         | N/A                | 178.051.587        | 45 Millionen  |
| Das Kartell               | 122.187.717        | N/A                | 215.887.717        | 62 Millionen  |
| Der Anschlag              | 118.907.036        | 7.312.049          | 193.921.372        | 68 Millionen  |
| Jack Ryan: Shadow Recruit | 50.577.412         | 2.268.689          | 135.503.748        | 60 Millionen  |
| Gesamt:                   | 497.036.395        | 9.580.738 +        | 923.877.067        | 265 Millionen |

### Kritiken
Stand: 8. August 2023

#### Filme
| Film                      | Rotten Tomatoes     | Metacritic       | IMDb                      |
| ------------------------- | ------------------- | ---------------- | ------------------------- |
| Jagd auf Roter Oktober    | 88 % (76 Kritiken)  | 58 (17 Kritiken) | 7,5 (208.215 Bewertungen) |
| Die Stunde der Patrioten  | 72 % (102 Kritiken) | 64 (23 Kritiken) | 6,8 (117.262 Bewertungen) |
| Das Kartell               | 81 % (47 Kritiken)  | 74 (14 Kritiken) | 6,9 (104.669 Bewertungen) |
| Der Anschlag              | 59 % (175 Kritiken) | 45 (35 Kritiken) | 6,4 (121.398 Bewertungen) |
| Jack Ryan: Shadow Recruit | 55 % (191 Kritiken) | 57 (36 Kritiken) | 6,2 (135.840 Bewertungen) |
| Tom Clancy’s Gnadenlos    | 45 % (194 Kritiken) | 41 (41 Kritiken) | 5,8 (61.839 Bewertungen)  |

#### Fernsehserie
| Serie                  | Staffel | Rotten Tomatoes    | Metacritic       | IMDb                      |
| ---------------------- | ------- | ------------------ | ---------------- | ------------------------- |
| Tom Clancy’s Jack Ryan | 1       | 75 % (85 Kritiken) | 66 (28 Kritiken) | 8,0 (161.617 Bewertungen) |
| Tom Clancy’s Jack Ryan | 2       | 67 % (27 Kritiken) | 56 (6 Kritiken)  | 8,0 (161.617 Bewertungen) |
| Tom Clancy’s Jack Ryan | 3       | 81 % (21 Kritiken) | 73 (4 Kritiken)  | 8,0 (161.617 Bewertungen) |
| Tom Clancy’s Jack Ryan | 4       | 87 % (15 Kritiken) | 73 (4 Kritiken)  | 8,0 (161.617 Bewertungen) |

## Andere Medien

### Videospiele
Aus der Filmreihe sind drei Videospiele für verschiedene Systeme hervorgegangen. Zwei Side-Scroller-Spiele wurden 1990 zeitgleich mit der Veröffentlichung von Jagd auf Roter Oktober produziert, eines für Computersysteme wurde von Grandslam Interactive veröffentlicht, während ein anderes für Nintendo-Konsolen von Hi-Tech Expressions veröffentlicht wurde. 2002 erschien das Videospiel The Sum of All Fears von Ubisoft für den PC, die PlayStation 2 und den Nintendo GameCube.
Domingo Chavez und John Clark treten beide als Mitglied und Anführer von Team Rainbow in den älteren Rainbow Six-Spielen auf.

### Gecancelter Film
Geplant war ein Film, der auf dem Roman Der Kardinal im Kreml basiert hätte, Harrison Ford und William Shatner waren an dem Projekt beteiligt.